# Чемпионат СССР по фигурному катанию 1945
Чемпионат СССР по фигурному катанию 1945 года (официальное название Личное первенство СССР (с предварительным учебно-тренировочным сбором)) — соревнование по фигурному катанию среди советских фигуристов сезона 1944—1945 года, организованное Федерацией фигурного катания на коньках СССР.
9-й чемпионат Советского Союза, проходивший единственный раз во время Великой Отечественной войны, так как вся территория СССР была уже освобождена до его начала.
На чемпионате 1945 года спортсмены соревновались в мужском и женском одиночном катании (по 6 участников), парном фигурном катании (4 пары).
Столь длительный срок проведения первенства объясняется официальным включением в него учебно-тренировочного сбора. Сами соревнования длились 3-4 дня и завершились 25 февраля 1945.
Н. А. Панин сообщал, что из-за войны отсутствовали новые силы, которые могли бы прийти на смену признанным мастерам.
Через неделю после первенства, 3-4 марта 1945 на льду ЦПКиО им. Горького состоялось очередное Первенство Москвы, где выиграли Юлия Николаева, Борис Подкопаев и пара Татьяна Гранаткина / Александр Толмачёв, проводились и соревнования в танцах (первыми стали А.Некрасова — Н.Дмитриевский).

## Результаты

### Мужчины
Сергей Васильев продемонстрировал уверенное катание и в школьных фигурах, и в произвольной программе с чисто исполненными элементами, войдя в отличную форму, несмотря на то, что «приехал с юга, где не было льда». Петр Чернышев из Ленинграда, показавший в конце сбора хорошую форму, неожиданно неудачно выступил в обязательных фигурах, и в произвольной программе упал на комбинированном вращении «на носке конька стоя-сидя-стоя». Борис Подкопаев показал техничные и сложные пируэты и прыжки.
| Место | Имя                             | ОФ | ОФ     | ПП | ПП    | итог |        |
| ----- | ------------------------------- | -- | ------ | -- | ----- | ---- | ------ |
| 1     | Сергей Васильев «Красная Армия» | 1  | 180,24 | 1  | 91,71 | 1    | 271,95 |
| 2     | Пётр Чернышев Динамо            | 2  | 163,85 | 2  | 88,47 | 2    | 252,32 |
| 3     | Борис Подкопаев Динамо          | 3  | 155,97 | 3  | 84,24 | 3    | 240,21 |
| 4     |                                 |    |        |    |       |      |        |
| 5     |                                 |    |        |    |       |      |        |
| 6     |                                 |    |        |    |       |      |        |

### Женщины
В отсутствие неоднократной чемпионки страны Евгении Алексеевой и чемпионки Москвы 1944 года Юлии Николаевой, а также из-за снятия по болезни Татьяны Гранаткиной, выиграла Падури. Лидия Соколова быстро выдвинулась благодаря работе на сборе.
| Место | Имя                               | ОФ |        | ПП |       | итог |        |
| ----- | --------------------------------- | -- | ------ | -- | ----- | ---- | ------ |
| 1     | Айно-Вайке Падури «Динамо» Таллин | 1  | 110,29 | 1  | 86,04 | 1    | 196,33 |
| 2     | Евгения Васильева «Динамо» Москва |    |        |    |       | 2    | 162,89 |
| 3     | Лидия Соколова «Динамо» Москва    |    |        |    |       | 3    | 151,22 |
| 4     |                                   |    |        |    |       |      |        |
| 5     |                                   |    |        |    |       |      |        |
| 6     |                                   |    |        |    |       |      |        |

## Пары
«Красный спорт» указывает, что произвольное катание Гранаткиной и Толмачева длилось 10 минут.
| Место | Имя                                                             | ПП   |
| ----- | --------------------------------------------------------------- | ---- |
| 1     | Татьяна Гранаткина / Александр Толмачёв «Динамо» Москва         | 32,1 |
| 2     | Раиса Гандельсман / Александр Гандельсман «Ленинградский фронт» | 30,6 |
| 3     | Ольга Дедова / Александр Климов Ленинград                       | 26,1 |
| 4     |                                                                 |      |

### Танцы
Соревнования не проводились, хотя на Первенстве Москвы уже были.